# Ілова (річка)
45°24′49″ пн. ш. 16°44′21″ сх. д. / 45.41361° пн. ш. 16.73917° сх. д.
Ілова (хорв. Ilova) — річка в Хорватії, ліва притока річки Лоні (басейн Дунаю та Чорного моря). 
Довжина річки — 85 км, площа басейну — 1 600 км².

## Географія протікання
Річка протікає по історичному регіону Мославина. На Ілові розташовані міста Грубишно-Полє, Гарешниця і декілька сіл, на відстані 5 км від річки знаходиться місто Кутина.
Ілова бере початок у східній частині горбистої гряди Білогора на відстані приблизно 15 км східніше міста Дарувара. Річка швидко збільшується, підживлюючись численними струмками, що стікають з Білогори й Мославинських пагорбів. Ілова впадає в Лоню південніше Кутини. У пониззі Ілова протікає територією природного парку Лонське поле, останні кілометри перед гирлом тече майже паралельно і у безпосередній близькості від іншої притоки Лоні — Пакри.
На Ілові та її притоках було здійснено численні гідрологічні роботи, значну частину навколишніх боліт було осушено або перетворено в рибницькі ставки. На берегах річки розташовано кілька дубових гаїв.
Ілова відіграє велику роль у постачанні населення Мославини водою. Крім того, вода річки в пониззі використовується для водопостачання нафтохімічного комбінату в Кутині.